# جيف شاندلير (لاعب كرة قدم أمريكية)
جيف شاندلير (بالإنجليزية: Jeff Chandler)‏ هو لاعب كرة قدم أمريكية أمريكي، ولد في 18 يونيو 1979 في جاكسونفيل في الولايات المتحدة.

## وصلات خارجية
- جيف شاندلير على موقع مرجع كرة القدم المحترفة.كوم (الإنجليزية)